# Euphorbia rutilis
Euphorbia rutilis là một loài thực vật có hoa trong họ Đại kích. Loài này được (Millsp.) Standl. & Steyerm. mô tả khoa học đầu tiên năm 1944.